# Југославија на избору за Песму Евровизије 1971.
Југославија је учествовала на Песми Евровизије 1971, одржаној у ирском граду Даблину.

## Југовизија 1971.
Југословенско национално финале за одабир представника одржано је 20. фебруара у дворани Комуналног центра у Домжалама. Домаћини су били Хелена Кодер и Љубо Јелчић. У финалу је било девет песама с три поднационална јавна емитера. Емитери РТВ Сарајево и РТВ Београд те године нису пријавили ниједну песму. Победник је изабран гласовима десет жирија у пет градова и места сваке југословенске републике, укупно 400 чланова жирија.  Победничка песма је била „Твој дечак је тужан” коју изводи хрватски певач Крунослав Слабинац. Текстописац песме је Звонимир Голоб, а композитор Иван Крајач.
| Р. бр. | ТВ станица  | Извођач                    | Песма                  | Гласови | Место |
| ------ | ----------- | -------------------------- | ---------------------- | ------- | ----- |
| 1      | РТВ Љубљана | Беле Вране                 | „Од срца до срца”      | 1420    | 8.    |
| 2      | РТВ Загреб  | Крунослав Слабинац         | „Твој дјечак је тужан” | 2010    | 1     |
| 3      | РТВ Скопје  | Есма Реџепова              | „Мало, мало”           | 1880    | 3.    |
| 4      | РТВ Љубљана | Дитка Хаберл & Доца Маролт | „Песем за дете”        | 1309    | 9.    |
| 5      | РТВ Скопје  | Сенка Велетанлић           | „Сончев танц“          | 1445    | 7.    |
| 6      | РТВ Скопје  | Сашка Петковска            | „Светот мој”           | 1545    | 5.    |
| 7      | РТВ Загреб  | Звонко Шпишић              | „Шал на плажи”         | 1890    | 2.    |
| 8      | РТВ Загреб  | Про Арте                   | „Хеј, ти слатка Лулу”  | 1702    | 4.    |
| 9      | РТВ Љубљана | Мајда Сепе                 | „Рреграт”              | 1504    | 6.    |

## На Евровизији
Крунослав Слабинац је заузео 14. место у избору од 18 држава добивши 58 бодова.